# Extatosoma tiaratum
Extatosoma tiaratum (познати као и инсекти гранчице, инсекти листови и фазмиде) огромна је врста аустралијског ендемита из реда паличњака.

## Ендемизам
|  | Пореклом је из Квинсленда и Новог Јужног Велса, али га има чак и на Новој Гвинеји. |

## Опис
Одрасле женке E. tiaratum су прекривене трновима, налик шиљцима, за одбрану и камуфлажу. Њихова дуга, заобљена тела расту до око 20 цм дужине. Женке се описују као „тешко оклопне, без крила и са бројним бодљама и проширеним љуштурама на телу и ногама, укључујући чуперак од бодљи на конусном делу потиљка“. Крила женке су сувише мала за летење, посебно када је гравидна.
Испољавају полни диморфизам као и многи слични инсекти: мужјаци су мали и тањи, расту само до око 11 цм дужине. Мужјаци немају толико трновите израслине, осим око главе. Они имају дуга крила и добри су летачи, који спремно узлећу ако их нешто узнемири или када су у потрази за женком.
Оба пола, када су у опасности, стоје на задњим и средњим ногама, истичуући свој абдомен нагоре или са стране слично као шкорпиони. Савијају своје ноге како би се одбранили ако нешто дође у контакт са абдоменом. Одрасли могу ослободити одбрамбени мирис који не смета људима, јер прилично подсећа на путер од кикирикија, сирће или карамелу“.
E. tiaratum такође заузима „закривљену“ позу када виси преокренут на лишћу, са својим високо камуфлираним абдоменом увијеним изнад леђа. Као и многи инсекти гранчице, E. tiaratum се њише напред-назад или лево-десно кад је узнемирен. Они се, такође, померају на овај начин, како би се поистоветили са лишћем које се њише на ветру. E. tiaratum варира у бојама и појављује се у браон, ишарано браон, риђој, зеленој, црвенкастој, крем, жућкастој, па чак и потпуно белој боји.

## Размножавање
E. tiaratum се обично размножавају кроз сексуалну репродукцију и полажу јаја која се излегу после четири месеца. Када мужјаци нису присутни у популацији, инсекти гранчице испољавају партеногенезу. Јајима, положеним без оплодње, треба до девет месеци да се излегу, а полажу их само женке. У оба случаја женке полажу јаја, љуљајући реп до неколико метара од тла, на шумском тлу. Ова јаја морају да се налазе у релативно хладном окружењу - испод 25°C - или се вероватно неће излећи.
Спољашњи материјал јаја се састоји од липида и других органских једињења која мравима служи као храна. Мрави односе јаја до својих колонија, конзумирају јестиви, спољашњи део и депонују, изнутра нетакнуто јаје, на своје гомиле отпада. Срећом по "заробљеног" младунца, мрави једу јестиви, спољашњи слој, који није пресудан за развој, тако да ће се младунац излећи као здрава јединка, и без спољашњег слоја, који је тешко приметан.
Новоизлегли имаго E. tiaratum представљају мимикрије мрава и личе на инсекте у чијем гнезду су рођени. Њихова наранџаста глава, бели оковратник и остатак тела црне боје имитира мрава из рода Leptomyrmex које их чине "токсичним" за предаторе. Иако су већина одраслих инсеката гранчица веома спори, ови младунци су брзи, активни и врло брзо се попну на оближња дрвећа. Њихово кретање се успорава након пресвлачења кошуљице у свом другом, као и у наредним стадијумима преображаја. Женке стичу све препознатљивији бодљикави изглед кроз додатна пресвлачења.

## Узгајање
Ова врста се релативно често узгаја. Користи се у лабораторијама, чува као пројекат у школама, а популаран је љубимац међу одгајивачима егзотичних инсеката у Северној Америци и Европи. Препорука једног од узгајивача је да "За паличњака са 127мм телесне дужине, за 2 одрасле женке, потребан вам је тераријум најмање 600мм висине и 300мм са 300мм ширине“.
Иако је период полагања њихових јаја неколико месеци, они су веома плодна врста. Као што је већ поменуто, јаја морају да се налазе у релативно хладном окружењу - испод 25°C - или се вероватно неће излећи.
Одрасле женке живе до годину дана, док мужјаци могу да достигну старост од 3 до 5 месеци.

## Исхрана
E. tiaratum су вегетаријанци, а одгајивачи препоручују исхрану листовима планике, дивље купине, еукалиптуса (њихова природна храна у њиховој родној Аустралији), глога, храста, букве, фотиније, малине, рибизле, руже. 
- Планика 
(Myrica)
- Купина 
(Rubus)
- Еукалиптус 
(Eucalyptus globulus)
- Глог 
(Crataegus)
- Храст 
(Quercus)
- Буква 
(Fagus)
- Фотинија 
(Photinia Robusta)
- Малина 
(Rubus Idaeus)
- Рибизле
(Ribes)
- Ружа 
(Rosa tomentosa)